# Kaps
Kaps (en arménien Կապս) est une communauté rurale du marz de Shirak en Arménie. En 2008, elle compte 1 088 habitants.